# Citharexylum flabellifolium
Citharexylum flabellifolium là một loài thực vật có hoa trong họ Cỏ roi ngựa. Loài này được S.Watson mô tả khoa học đầu tiên năm 1889.